# Küçükhusun, Ayvacık
Küçükhusun là một xã thuộc huyện Ayvacık, tỉnh Çanakkale, Thổ Nhĩ Kỳ. Dân số thời điểm năm 2011 là 170 người.